# Moulin de Porte Traine
Le moulin de Porte Traine (également orthographié moulin de Porte-Traine) est un moulin à eau d'origine médiévale, dont il reste des vestiges, situé à Saint-Hilaire, commune fusionnée en 2019 dans la commune nouvelle de Plateau-des-Petites-Roches en Isère. À ce titre, il est compris dans le parc naturel régional de Chartreuse.

## Historique
« Porte Traine » est le nom d'une ancienne porte de Grenoble, construite à la fin du IIIe siècle, démolie en 1591, tirant possiblement son nom de la contraction de « porte romaine », ou d'une déformation de son appellation en latin médiéval (porta Trivoria ou Trionia ou Troyna).
Dès 1100, on trouve une famille noble grenobloise nommée « de Porte Traine ».
À partir de 1116, cette ville est codirigée par deux « princes » : le comte d'Albon (qui se nommera plus tard dauphin de Viennois) et l'évêque de Grenoble,. Celui-ci séjourne souvent à la campagne, dans sa maison forte située sur le plateau des Petites Roches, dont il est le seigneur,, et où ses vassaux  les Porte Traine ont aussi des possessions.
L'historien Ulysse Chevalier, traducteur de manuscrits médiévaux rédigés en latin, retranscrit dans son Regeste dauphinois l'existence en 1275 d'une « Donation [ vente ?] à l'évêque [de Grenoble], par noble Albert de Montfort, des biens qu'il tenait de Jacques de Porte-Traine (Troyna) dans les paroisses de St-Hilaire et St-Pancrace, en particulier des moulins en Perrareys ». Le nom de la famille du ou des premiers propriétaires, vraisemblablement à l'initiative de sa construction, est donc à l'origine du nom « moulin de Porte Traine » dès avant 1275.
Selon Bruno Guirimand, ce moulin fonctionna jusque vers 1900.

### Appellations
Outre (moulin de) « Porte-Traine », on trouve aussi dans les archives « Perrareys », « Ferrarey », « Ferrare » (XIIIe siècle), « Ferralet » (XVIIIe siècle), « Farlet », orthographes probablement dues à la proximité d'une ferrière  et à l'exploitation d'un martinet antérieurement à celle d'un moulin, puis en 1833 « moulin à Chatain Joseph »,,.

## Situation et descriptif
Ce moulin a été implanté au confuent du ruisseau le Bruyant (en rive droite) et de son affluent le ruisseau des Dioux (en rive gauche), à la limite de l'ancienne commune de Saint-Bernard. Comme le montre le plan cadastral de 1833, son béal (ou bief) était à cette époque alimenté par deux canaux d’amenée dont les prises d'eau se trouvaient, sur chaque ruisseau, respectivement 150 m et 230 m en amont du confluent.
La chute d'eau arrivant par le béal actionnait un rouet dont l'axe, vertical, traversait une meule dormante afin d'entraîner une meule active surmontant la dormante, le tout étant supporté par une voûte en pierres maçonnées.
De façon à utiliser la chute résiduelle avant restitution au ruisseau, l'eau sortant du premier rouet alimentait, au moyen d'un aqueduc, un second rouet, dont l'axe vertical passait au travers d'une meule dormante taillée en forme de cuve, afin d'actionner un meuleton broyeur,.
D'après les vestiges visibles, le site comprenait un bâtiment servant à l'habitation du meunier et/ou à l'exploitation, dont il reste des soubassements de murs et l'encadrement en pierre d'une porte.
À son apogée (XVIIe siècle), le site comporta deux meules et un broyeur,.

## Aspect touristique
Au XXIe siècle, par sa facilité d'accès pédestre, par sa situation au bord de l'eau et en sous-bois, qui lui apporte fraîcheur en été, et par sa spécificité historique et archéologique, ce site est un but de randonnée très apprécié. L'accès le plus direct se fait par un sentier au départ du hameau des Massards (altitude 950 m) sur la RD 30. En chemin, on peut contempler la cascade des Dioux et sa chute de quinze mètres,.
Une association locale, « Le Grand tétras », en liaison avec la mairie de Saint-Hilaire, s'est investie pour remettre en état le site au début des années 1990.
Cependant, un « État des lieux patrimonial » concernant Saint-Hilaire, conduit en 2006 par le P.N.R. de Chartreuse, le faisait figurer parmi les « sites menacés » de la commune.

## Galerie

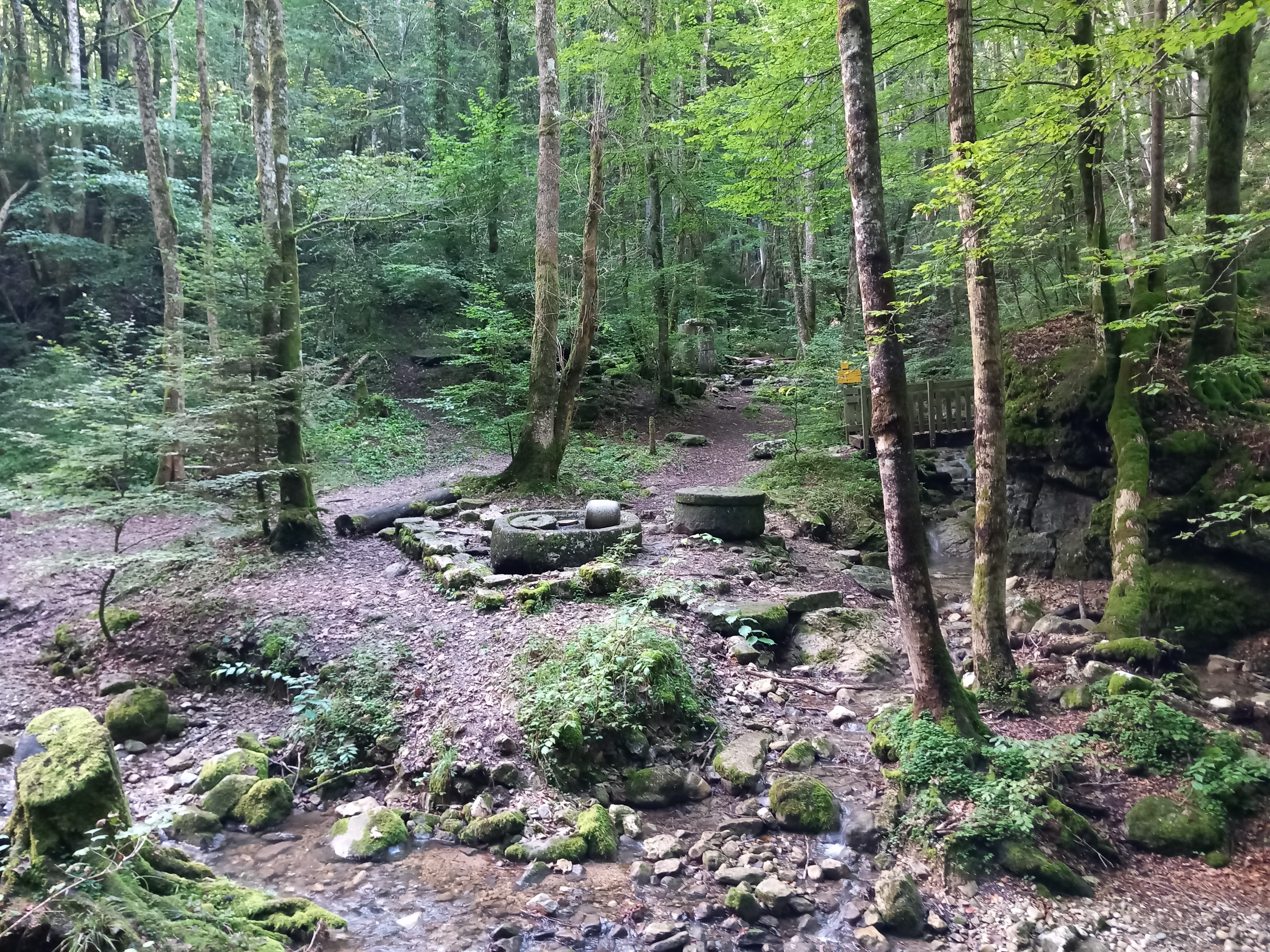
Moulin de Porte Traine. Vue du site

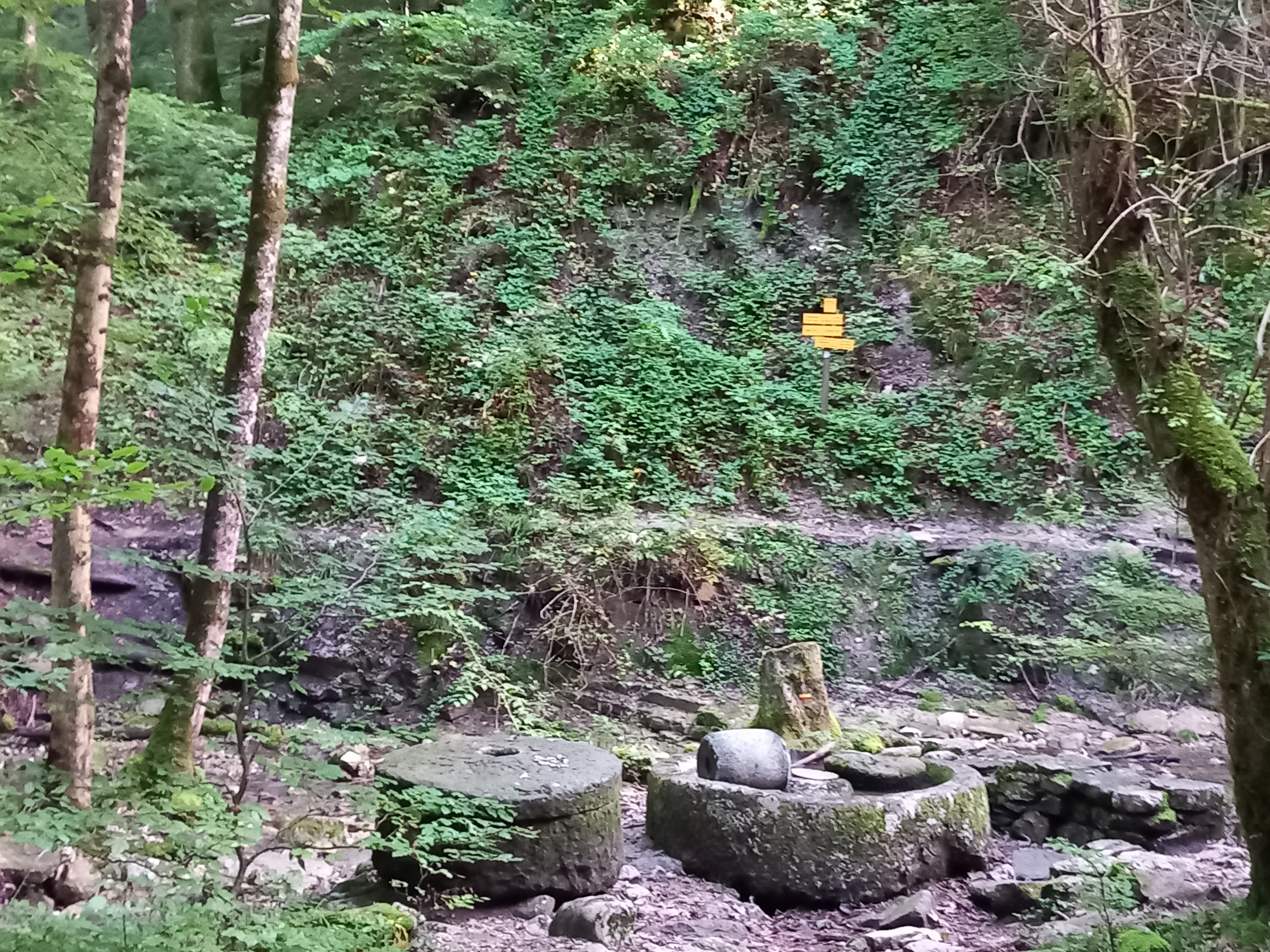
Moulin de Porte Traine. Meules et cuve à meuleton
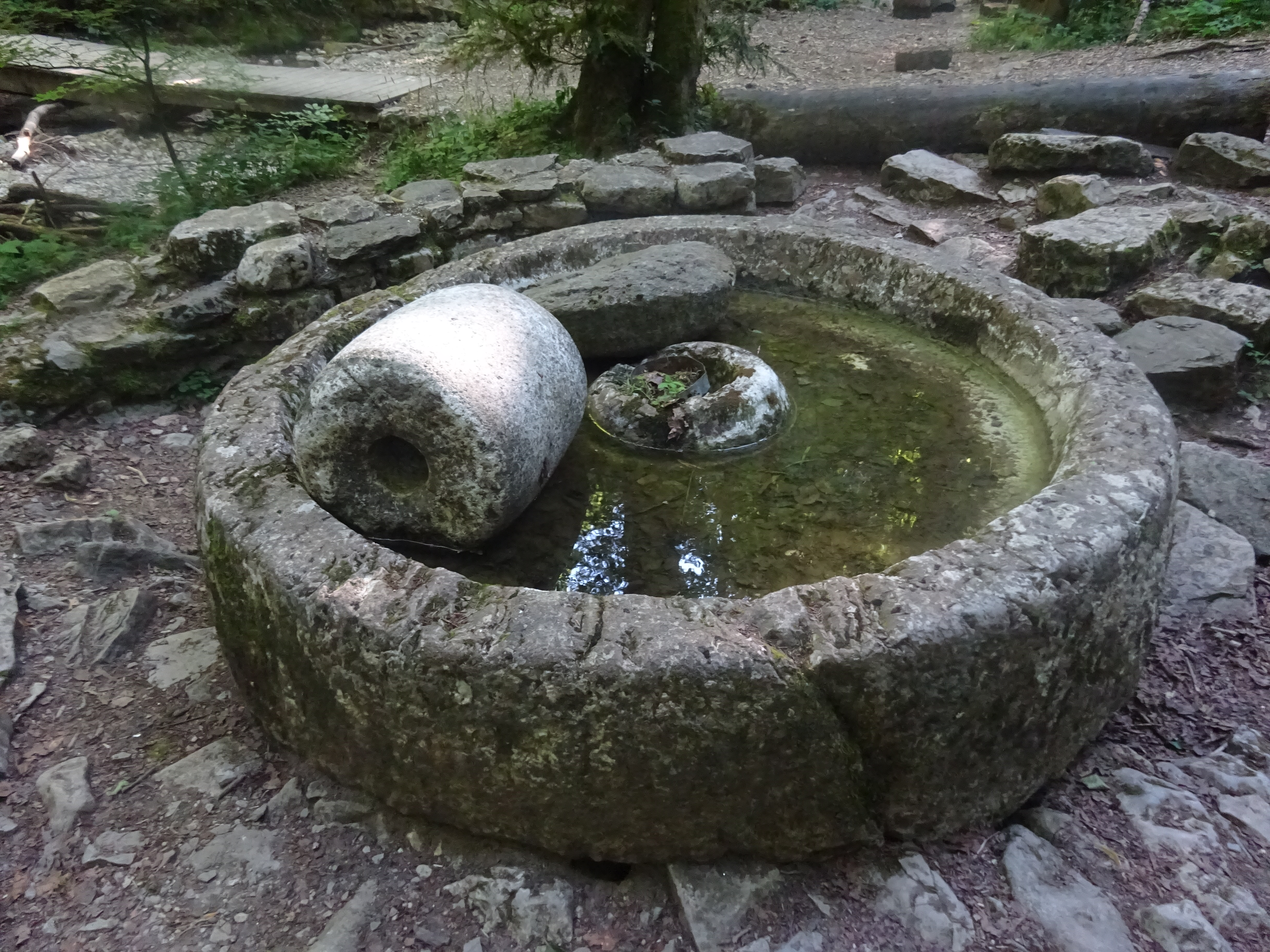
Moulin de Porte Traine. Cuve à meuleton
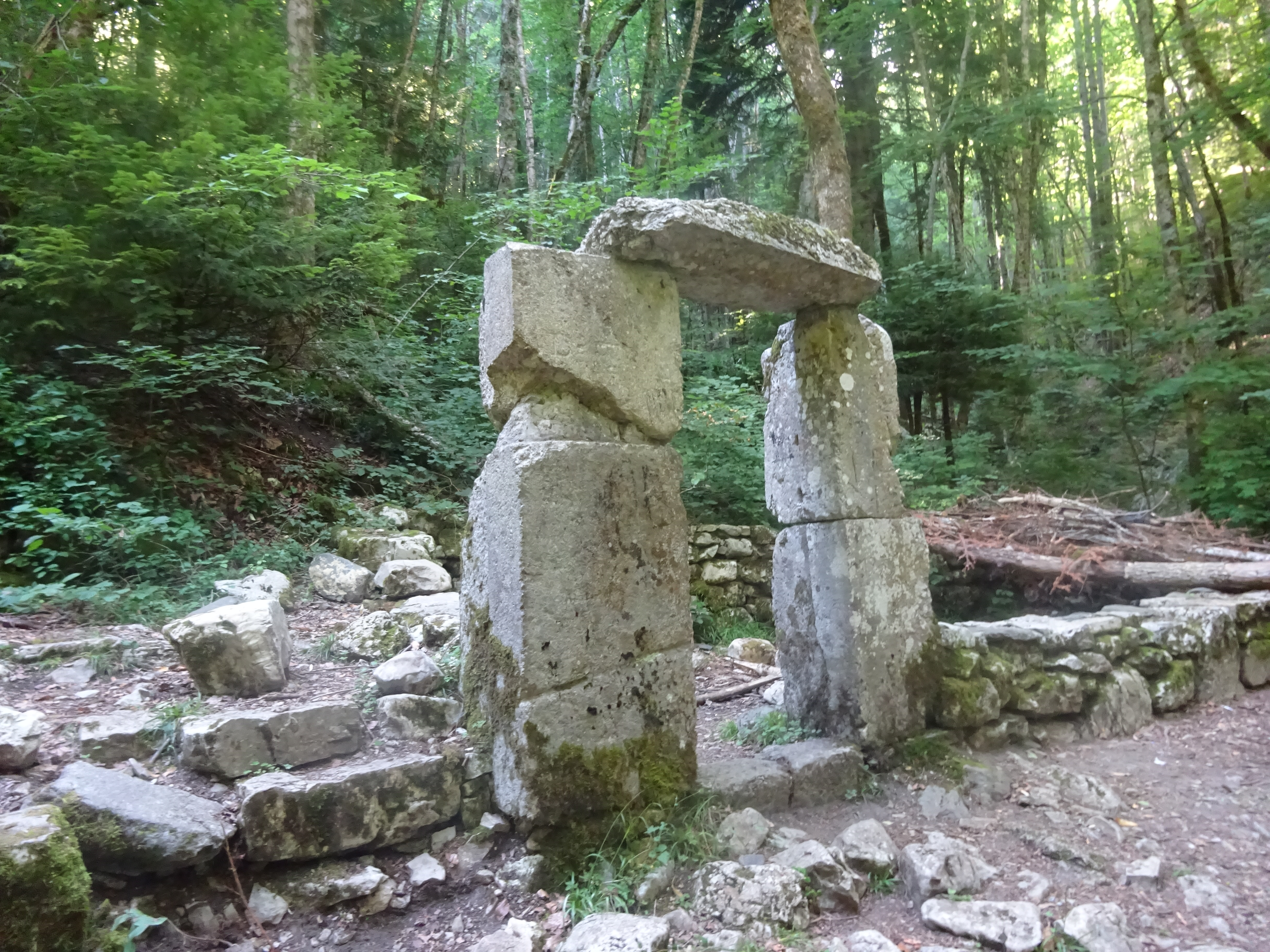
Moulin de Porte Traine. Porte et vestiges de bâtiment
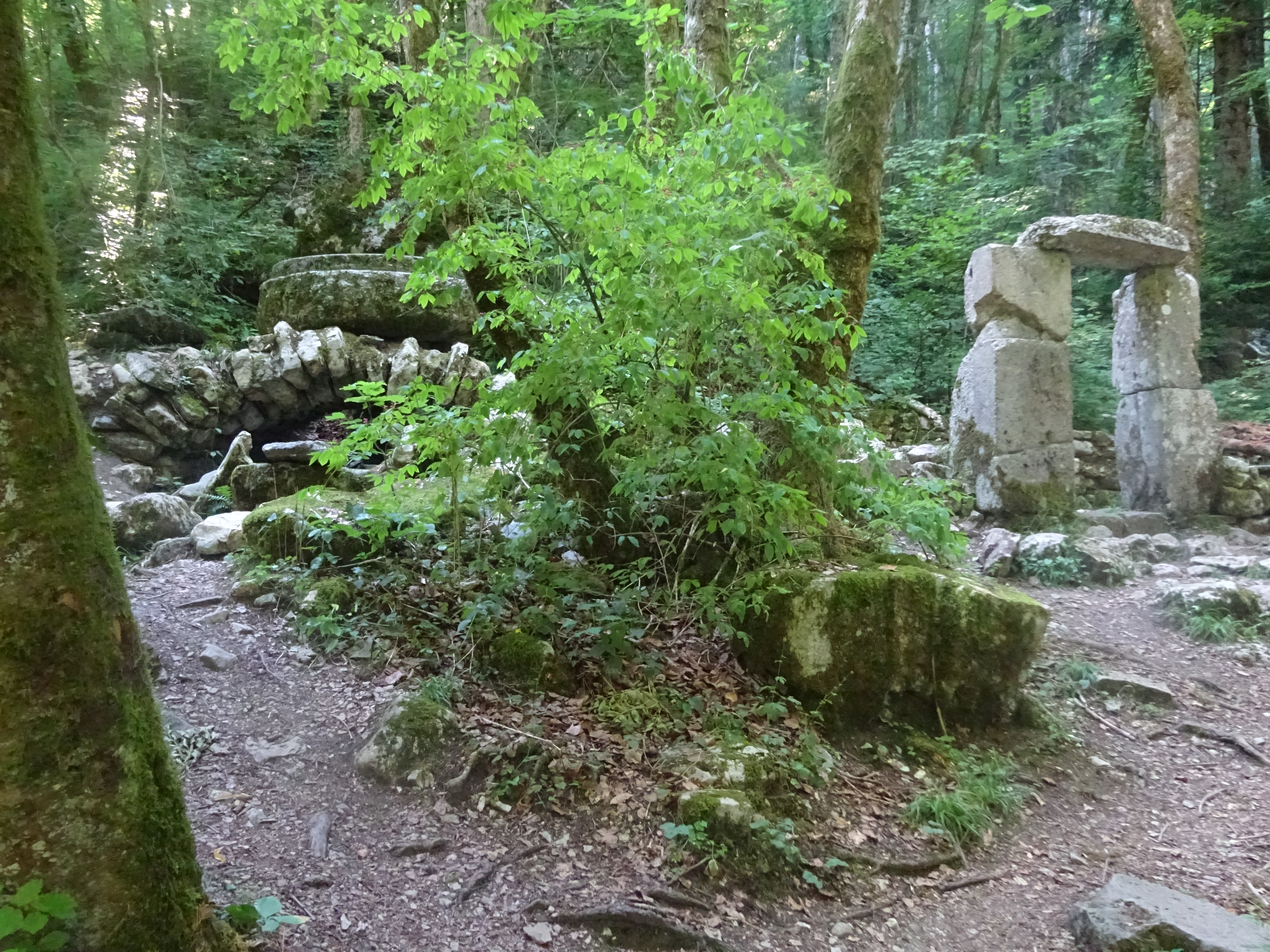
Moulin de Porte Traine. Voûte support de meules et porte
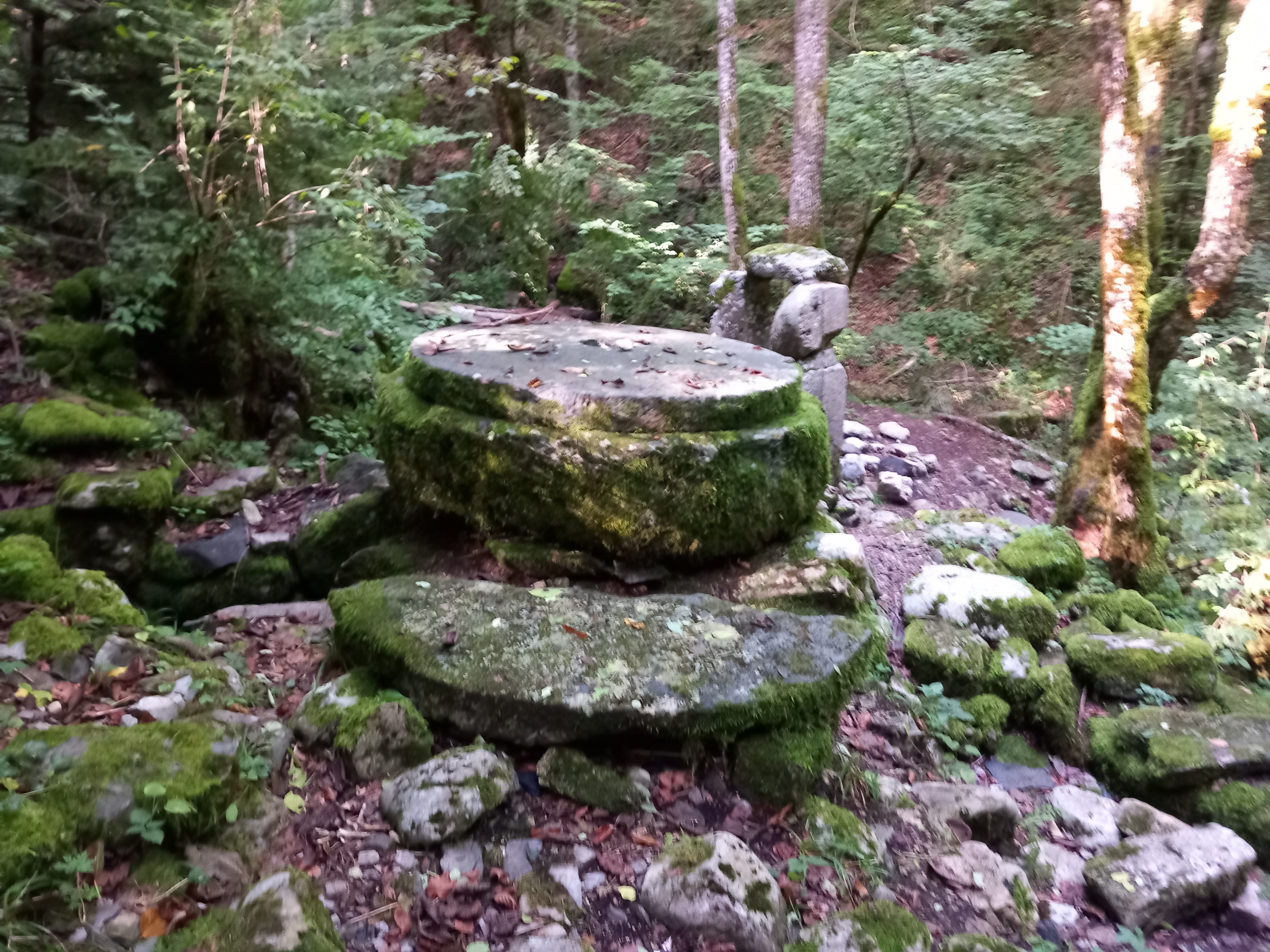
Moulin de Porte Traine. Béal et meules sur voûte
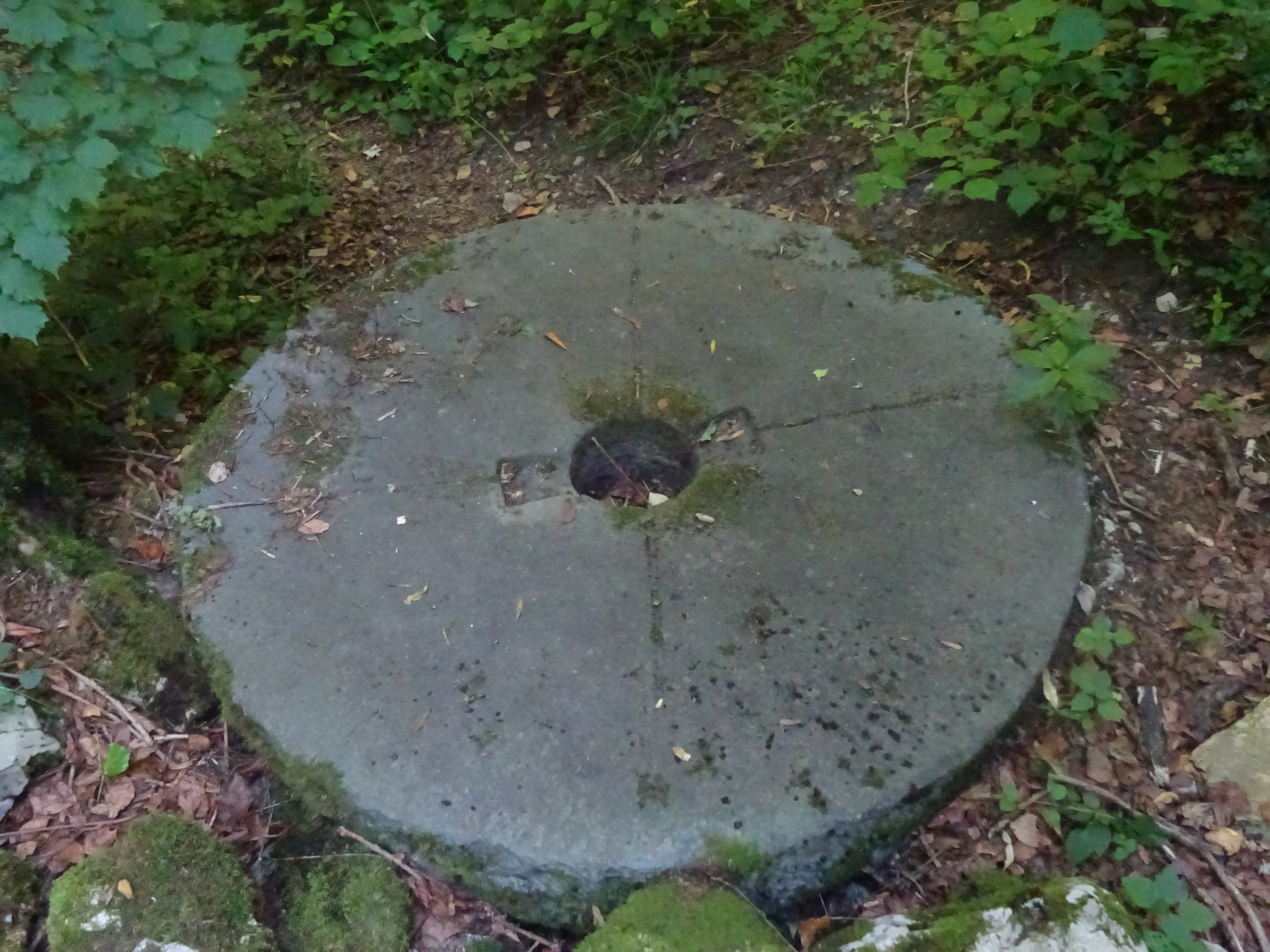
Moulin de Porte Traine. Meule avec logement anille